# ماده P
سابستنس پی (به انگلیسی: Substance P) با فرمول شیمیایی C63H98N18O13S یک ترکیب شیمیایی با شناسه پاب‌کم 36511 است. که جرم مولی آن ۱۳۴۷٫۶۳ گرم بر مول می‌باشد. 